# Lotteri- og stiftelsestilsynet
Lotteri- og stiftelsestilsynet, tidigare Lotteritilsynet,  är ett direktorat och tillsynsorgan som sorterar under det norska kulturdepartementet. Det upprättades år 2001.
Huvudkontoret ligger i Førde och verksamheten finansieras genom avgifter i spelbranschen.